# Conflito georgiano-osseta de 1918-1920
O conflito georgiano-osseta de 1918-1920 inclui uma série de revoltas que ocorreram em áreas habitadas por ossetas, na atual Ossétia do Sul, coincidindo com o nascimento da Geórgia contra a República Democrática Federativa Transcaucasiana e, em seguida, contra a República Democrática da Geórgia dominado pelos Mencheviques, que custou várias milhares de vidas e deixou uma dolorosa memória nas comunidades georgianas e ossetas da região. 
Durante sua breve vingência, o governo menchevique da Geórgia teve de lidar com problemas étnicos significativos com os ossetas, que em sua grande maioria simpatizavam com os bolcheviques e a RSFS da Rússia. Os motivos do conflito foram complicados. Uma reforma agrária inconclusa e agitações agrárias em áreas pobres povoadas pelos ossetas, resultaram em conflitos étnicos e na luta pelo poder na região do Cáucaso.